# 白颈渡鸦
白颈渡鸦（学名：Corvus cryptoleucus），是鸦科鸦属的一种，是全面迁徙的候鸟，分布于墨西哥和美国。全球活动范围约为1,200,000平方千米。该物种的保护状况被评为无危。
白颈渡鸦的平均体重约为534.0克。栖息地包括温带草原、亚热带或热带的高海拔疏灌丛、耕地和亚热带或热带的（低地）干燥疏灌丛。